# Мрке
Мрке је насељено мјесто у граду Подгорици у Црној Гори. Према попису из 2023. било је 184 становника.

## Историја
Павле Ровински је крајем 19. века о племену Мркојевићи записао путописно сведочанство да су тада били јако племе, до 3000 душа оба пола и иако су пореклом из Црне Горе, тада су сви били муслимани. Видно су се разликовали од околног становништва, а посебно од Арнаута, крупним растом и снажном комплексијом. Дичили су се јунатвом. Већина их се доселила из пиперског села Мрке, близу Подгорице, а један род се доселио из Горње Црмнице.

## Демографија
У насељу Мрке живи 156 пунолетних становника, а просечна старост становништва износи 40,2 година (39,5 код мушкараца и 40,9 код жена). У насељу има 63 домаћинства, а просечан број чланова по домаћинству је 3,16.
Становништво у овом насељу веома је хетерогено.
|  |

| Демографија | Демографија | Демографија |
| Година      | Становника  | Становника  |
| ----------- | ----------- | ----------- |
|             |             |             |
|             |             |             |
|             |             |             |
|             |             |             |
| 1948.       | 231         |             |
| 1953.       | 224         |             |
| 1961.       | 211         |             |
| 1971.       | 261         |             |
| 1981.       | 230         |             |
| 1991.       | 170         | 170         |
| 2003.       | 201         | 200         |
|             |             |             |

| Етнички састав према попису из 2003.‍ | Етнички састав према попису из 2003.‍ | Етнички састав према попису из 2003.‍ | Етнички састав према попису из 2003.‍ | Етнички састав према попису из 2003.‍ |
| ------------------------------------ | ------------------------------------ | ------------------------------------ | ------------------------------------ | ------------------------------------ |
|                                      |                                      |                                      |                                      |                                      |
| Црногорци                            | Црногорци                            |                                      | 100                                  | 50,0%                                |
| Срби                                 | Срби                                 |                                      | 85                                   | 42,5%                                |
| Хрвати                               | Хрвати                               |                                      | 2                                    | 1,0%                                 |
| непознато                            | непознато                            |                                      | 0                                    | 0,0%                                 |

| Година пописа     | 1948. | 1953. | 1961. | 1971. | 1981. | 1991. | 2003. |
| ----------------- | ----- | ----- | ----- | ----- | ----- | ----- | ----- |
| Број домаћинстава | 63    | 63    | 61    | 71    | 58    | 50    | 63    |

| Број чланова      | 1  | 2  | 3  | 4 | 5  | 6 | 7 | 8 | 9 | 10 и више | Просек |
| ----------------- | -- | -- | -- | - | -- | - | - | - | - | --------- | ------ |
| Број домаћинстава | 63 | 11 | 19 | 8 | 12 | 7 | 0 | 5 | 1 | 0         | 0      |

| Пол    | Укупно | Неожењен/Неудата | Ожењен/Удата | Удовац/Удовица | Разведен/Разведена | Непознато |
| ------ | ------ | ---------------- | ------------ | -------------- | ------------------ | --------- |
| Мушки  | 74     | 27               | 44           | 2              | 1                  | 0         |
| Женски | 88     | 24               | 45           | 17             | 2                  | 0         |
| УКУПНО | 162    | 51               | 89           | 19             | 3                  | 0         |

| Пол    | Укупно                    | Пољопривреда, лов и шумарство | Рибарство                            | Вађење руде и камена | Прерађивачка индустрија       |
| ------ | ------------------------- | ----------------------------- | ------------------------------------ | -------------------- | ----------------------------- |
| Мушки  | 28                        | 1                             | 0                                    | 0                    | 5                             |
| Женски | 15                        | 0                             | 0                                    | 0                    | 1                             |
| УКУПНО | 43                        | 1                             | 0                                    | 0                    | 6                             |
| Пол    | Производња и снабдевање   | Грађевинарство                | Трговина                             | Хотели и ресторани   | Саобраћај, складиштење и везе |
| Мушки  | 0                         | 1                             | 2                                    | 0                    | 8                             |
| Женски | 1                         | 0                             | 2                                    | 1                    | 0                             |
| УКУПНО | 1                         | 1                             | 4                                    | 1                    | 8                             |
| Пол    | Финансијско посредовање   | Некретнине                    | Државна управа и одбрана             | Образовање           | Здравствени и социјални рад   |
| Мушки  | 1                         | 0                             | 3                                    | 2                    | 0                             |
| Женски | 0                         | 0                             | 2                                    | 4                    | 1                             |
| УКУПНО | 1                         | 0                             | 5                                    | 6                    | 1                             |
| Пол    | Остале услужне активности | Приватна домаћинства          | Екстериторијалне организације и тела | Непознато            | Непознато                     |
| Мушки  | 2                         | 0                             | 0                                    | 3                    | 3                             |
| Женски | 3                         | 0                             | 0                                    | 0                    | 0                             |
| УКУПНО | 5                         | 0                             | 0                                    | 3                    | 3                             |